# Just Dance 2019
Just Dance 2019 is een muziekspel uitgebracht door Ubisoft voor de PlayStation 4, Wii, Wii U, Xbox 360, Xbox One en Nintendo Switch. Het is het vervolg op Just Dance 2018. Het spel werd in Noord-Amerika uitgegeven op 23 oktober 2018 en in Europa op 25 oktober 2018.
Just Dance 2019 bevat 41 nieuwe muziektitels. Tevens was er de mogelijkheid om via een abonnementsmodel nieuwe muzieknummers toe te voegen.
Het spel ontving positieve recensies en heeft op verzamelsite Metacritic een gemiddelde score voor alle platforms van 75,3%.